# Ambia paigniodesalis
Ambia paigniodesalis là một loài bướm đêm trong họ Crambidae.